# E caduc
Vous lisez un « bon article » labellisé en 2007.
 (octobre 2021).
 (février 2025).
Si vous disposez d'ouvrages ou d'articles de référence ou si vous connaissez des sites web de qualité traitant du thème abordé ici, merci de compléter l'article en donnant les références utiles à sa vérifiabilité et en les liant à la section « Notes et références ».
L'e caduc (ou muet, instable voire, dans des ouvrages anciens, féminin ou encore sombre, ou obscur) français est une voyelle virtuelle : elle peut ou non se manifester dans un mot selon des facteurs comme l'environnement (cas de sandhi), l'accent du locuteur, le registre de langue adopté.
Note : les transcriptions entre barres obliques suivent, de manière très lâche, les conventions de l'alphabet phonétique international. En effet, elles sont phonologiques et ne représentent que les oppositions fondamentales.

## Dénominations
La multitude de noms que porte ce son en français s'explique par son fonctionnement unique dans le système phonologique de la langue : toutes les autres voyelles, normalement, sont clairement prononcées et ne sont pas susceptibles d'être rendues muettes (sauf dans de rares cas ou dans la conversation familière et rapide). De tous ces termes, le terme « e muet » n'est pas correct puisqu'il laisse croire que la voyelle est normalement muette ; les termes « instable » ou « caduc » sont plus appropriés puisqu'ils décrivent le comportement de la voyelle.
Quant à la qualification de « féminin » de la voyelle e, il renvoie à des conceptions anciennes désuètes. Par exemple, Étienne Dolet, dans sa Maniere de bien traduire d'une langue en aultre : d'aduantage de la punctuation de la langue Francoyse, plus des accents d'ycelle (1540), expliquant l'utilisation alors naissante de l'accent aigu servant à distinguer le e caduc du e tonique /e/, dit en ces termes (on a modernisé l'orthographe, la syntaxe et les conventions typographiques) :

« La lettre appelée e a deux sons et une double prononciation en français. La première est dite masculine et l'autre féminine. La masculine est nommée ainsi parce que é masculin a le son plus viril, plus robuste et sonnant plus fort.... L'autre prononciation de cette lettre e est féminine, c'est-à-dire de peu de son et sans véhémence. »

On trouve chez Thomas Sébillet, dans l'Art poëtique François pour l'instruction dés ieunes studieus, & encor peu avancéz en la Poësie Françoise (1548), parmi d'autres remarques (texte modernisé et explicité) :

« Prononçant aimée /ɛmeə/... tu sens bien le son plein du premier é, masculin, dans la syllabe -mé- et le son mou et plat du second e, féminin, dans la dernière syllabe, -e. Ce e (féminin, dis-je, dont je vais te décrire les phases lunaires et les éclipses féminines) tombant à la fin du vers... le rend plus long d'une syllabe qui n'est pas pour autant prise en compte — pas plus que ne le sont les femmes en guerre et dans d'autres affaires importantes — à cause de la mollesse de cet e féminin. »

## Prononciation
Le e caduc standard n'est pas la voyelle centrale neutre dite schwa de l'API en français parisien, mais il l'est encore en français québécois et en français belge. Par exemple, « ce / se » se prononce /sœ/[Information douteuse] comme dans « sœur » à Paris ("ce" se prononce /sə/ selon Le Petit Robert ; le son est donc proche du eu de feu), mais demeure /sə/ au Québec et en Belgique. En effet, issu du schwa, ce phonème s'est labialisé au cours du XVe siècle pour arriver à [ə], qui est maintenant peu distinct de [œ] de peur. Du reste, quand il est tonique (en cas d'ancienne enclise), il se prononce certainement ainsi (« donne-le » = /dɔnˈlə/ = [dɔnˈlœ])[réf. nécessaire].
Les régions méridionales, où la langue d'oc est ou a été parlée, prononcent plus fortement l'e caduc que celles du Nord, à cause de la conservation de l'accent tonique dans ces régions. Ainsi, le Nord de la France prononce le mot poêle /pwal/, comme le mot poil. Au contraire, les Méridionaux prononcent le premier /ˈpwa.lə/[Information douteuse].

## Histoire
Étymologiquement, les e caducs proviennent le plus souvent d'une ancienne voyelle atone latine affaiblie par apophonie. Dans l'écriture, le e caduc est signalé par une lettre e dans une syllabe ouverte (c'est-à-dire qu'il termine cette syllabe), sans diacritique autre qu'un éventuel tréma. Sa place la plus fréquente est en fin de mot.
En ancien français et au moyen français, tous les e caducs étaient prononcés comme un véritable schwa central et neutre, sauf en cas d'élision dans les monosyllabes comme je, le ou se, qui était pratiquée depuis l'ancien français.
À partir du XIVe siècle, le phonème s'amuït devant une autre voyelle, au sein d'un mot (veu, lu /vəy/ en deux syllabes passe à /vy/, parfois écrit veü par certains éditeurs) ou à la jonction de mots (par élision non écrite : Pétrarque a dit prononcé /petrarkadi/, belle âme /bɛlɑmə/). On trouve cependant encore en poésie, au XVIe siècle, un vers comme « La vie m'est et trop molle et trop dure » (Louise Labé, Sonnets, sonnet VIII) dans lequel vie doit être prononcé /viə/ en deux syllabes. C'est cependant un archaïsme propre à la versification française (dans laquelle la prononciation des e caducs suit d'autres règles que dans la langue courante).
À partir du XVIIe siècle, il s'amuït en fin de mot (ce qui permet la réapparition de consonnes finales non muettes dans la langue, alors très rares : de passe /'pasə/, au XVIe, on arrive à /pas/) et dans d'autres positions, où il est parfois protégé par une orthographe artificielle postérieure : ainsi, le mot desir est prononcé par Clément Marot, au XVIe siècle, /dəzir/ (ce que révèlent l'orthographe de Thomas Sébillet et la scansion du vers dont est tirée la citation), au XVIIIe siècle /dzir/ par Gilles Vaudelin (qui s'est servi d'un alphabet phonétique pour écrire certains de ses textes) mais l'orthographe désir, qui date de la fin du XVIIIe siècle, a changé la valeur du e dans le mot : /dezir/.

## Réalisation du /ə/ dans un énoncé
Le e caduc se prononce ou non selon un nombre de paramètres variables qui peuvent s'ajouter les uns aux autres. Sa présence dans un mot n'a qu'un rendement phonologique très minime : en effet, très peu de mots s'opposent par sa réalisation effective (on ne trouve comme paires minimales que quelques exemples comme pelage ~ plage ou le hêtre ~ l'être, et encore, dans ce cas, c'est surtout la présence du h aspiré disjonctif qui joue le rôle différenciateur principal).
Le e caduc ne peut être prononcé qu'après consonne. Il s'amuït automatiquement devant une voyelle (ce qui, en fin de mot-outil, donne souvent une élision) :
- apte à /apta/ ;
- le arbre → l'arbre /laʁbʁ/.

De même après une voyelle :
- partie /paʁti/ ;
- dénuement /denymɑ̃/.

Jusqu'au début du XXe siècle, cet amuïssement provoquait un allongement compensatoire, qui ne se fait aujourd'hui cependant plus sentir : parlé /paʁle/ ~ parlée /paʁleː/.
Toutefois, dans certaines régions de Suisse et de Belgique, cet allongement a encore lieu ou est remplacé par le son [j] : parlée /paʁlej/
De ce fait, le maintien d'un e caduc ne se rencontre maintenant généralement qu'entre consonnes.

### Langue courante

#### Sandhi
Dans la langue courante, on tend à éviter des syllabes « lourdes », c'est-à-dire, en français, contenant trois consonnes ou plus (les « liquides » allégeant cependant un groupe). Un e caduc, justifié ou non par la graphie, peut donc s'intercaler comme voyelle d'appui ou anaptyxe (c'est un cas de sandhi) :
- langue de veau /lɑ̃gdəvo/ (plus facile à prononcer, pour un francophone, que /lɑ̃gdvo/) ;
- presque sûr /pʁɛskəsyʁ/ (au lieu de /pʁɛsksyʁ/) ;
- (je) sifflerai /sifləʁe/ (au lieu de /siflʁe/ ;
- arc-boutant /aʁkəbutɑ̃/ (avec anaptyxe non justifiée par la graphie).

L'allègement que subit la syllabe lourde quand elle contient une liquide est audible dans les groupes où cette liquide est précédée d'une occlusive : (il) passe près /paspʁɛ/.
Dans les autres cas, le e caduc est le plus souvent éliminé, d'autant plus quand le locuteur parle vite et dans un registre familier. Quand plusieurs e caducs se suivent dans des monosyllabes, le phénomène est amplifié car le locuteur tend à n'en garder qu'un seul dans les registres courants et familiers. Ainsi, un énoncé comme « je me le demande » pourra être réalisé /ʒməldmɑ̃d/ (en fait plus souvent réalisé [ʒməlmmɑ̃d], avec assimilation de /d/ à /m/). Le placement du e caduc anaptyxe reste quoi qu'il en soit assez variable : /ʒmlədmɑ̃d/ est aussi possible, de même que /ʒməldəmɑ̃d/. Il apparaît que son maintien dans la première syllabe donne à l'énoncé un tour un peu moins familier : je le verrai /ʒəlvɛʁɛ/ l'est moins que /ʒləvɛʁɛ/.
Sa chute entraîne, en français, de nombreuses modifications phonétiques en mettant en contact des consonnes auparavant séparées : c'est ainsi qu'on explique le nom du « dialecte » populaire québécois joual, issu du mot cheval prononcé ch'val /ʃval/, laquelle forme aboutie, par assimilation progressive, à /ʃfal/ en français de France mais, par assimilation régressive, à /ʒval/ en français québécois (mais aussi suisse et savoyard), lequel /ʒval/ se continue en /ʒwal/ pour le joual.

#### Accents
La prononciation du français n'étant pas uniforme à travers toute la francophonie, il existe des prononciations géographiquement localisées, nommées « accents », dans lesquels le traitement du e caduc diffère.
Par exemple, alors qu'il est fréquemment omis dans les positions où il ne sert pas d'anaptyxe dans l'accent parisien standard, il est presque toujours réalisé dans l'accent « méridional » (qui, en fait, est constitué d'une multitude d'accents), vraisemblablement par influence du substrat occitan. C'est le cas dans l'accent dit « provençal », où l'influence occitane se constate dans le timbre du e caduc, réalisé plus ouvert (ce qui correspond à l'apophonie des voyelles atones occitanes).
La structure syllabique de la langue française méridionale est fortement changée : les syllabes finales sont presque toutes ouvertes par la présence du e, surtout quand une consonne suit, à un tel point que les ajouts non justifiés par la graphie sont fréquents. Ainsi, on entendra souvent dire avec comme s'il avait un e final : /a'vɛkə/. Corollairement, l'accent tonique ne tombe plus nécessairement sur la dernière syllabe du mot ou du syntagme, ce qui, d'une manière impressive, participe au caractère considéré « chantant » de cet accent, auquel s'ajoute l'absence de syllabes lourdes et la prédominance des ouvertes.
Voici comment on pourrait, en théorie, réaliser l'énoncé « Cette baleine ne sait pas se faire toute petite » dans trois variantes du français :
- Accent standard (celui des dictionnaires) : /sɛt balɛn nə sɛ pa sə fɛr tut pətit/
  - CVC CV CVC CV CV CV CV CVC CVC CV CVC (11 syllabes)
- Accent standard, prononciation courante : /sɛt balɛn sɛ pa sfɛr tut pətit/ (la négation n'est pas complètement présente « Cette baleine sait pas se faire toute petite »)
  - CVC CV CVC CV CV CCVC CVC CV CVC (9 syllabes)
- Accent méridional : /sɛtə balɛnə nə se pa sə fɛrə tutə pət(ʃ)itə/.
  - CV CV CV CV CV CV CV CV CV CV CV CV CV CV C(C)V CV (16 syllabes)

On constate que la langue courante de l'accent standard est plus hachée et heurtée en raison de la structure syllabique plus lourde (de nombreux points d'appui syllabique disparaissant, favorisant les rencontres de consonnes). Au contraire, la variante méridionale enchaîne très régulièrement les consonnes et les voyelles.

### Langue soutenue
Dans les contextes qui le demandent, le locuteur peut choisir un registre de langue soutenu pour parler : non seulement le lexique et la syntaxe sont affectés, mais aussi la prononciation, dans laquelle on évitera les trop nombreuses rencontres de consonnes. Ainsi, sans pour autant prononcer autant de e caducs qu'en francitan, on s'abstiendra de supprimer des e caducs non finaux et l'on s'attachera à prononcer ceux des mots-outils qui, sinon, se réduiraient à une seule consonne devant une autre consonne (on ne dira pas « ce machin » /smaʃɛ̃/ mais /səmaʃɛ̃/).
On fait de même quand on lit un texte littéraire à voix haute, d'autant plus quand il est d'un registre soutenu ou appartient aux grands classiques, traite d'un sujet élevé, lyrique ou touche au sublime (au sens classique du terme). On parle alors, familièrement et scolairement, d'une lecture « appliquée », dans laquelle on prend plus le temps d'articuler les sons (donc les e caducs), les intonations voulues par le texte, les rythmes et respirations de la langue écrite, etc. ; on dit encore qu'on « met le ton » ou qu'on « lit avec le ton ». Il est notable qu'on parle du ton et non pas d’un ton parmi d'autres, ce ton-là étant lié à une norme, qui, par définition populaire, n'admet pas les variantes personnelles. On lit alors avec « le ton attendu ».
Enfin, la lecture de vers exige le respect de règles bien plus contraignantes (il faut respecter le mètre poétique choisi, qui dépend du nombre de syllabes entendues) et artificielles (parce qu'imitant une prononciation qui n'a plus cours).
En conclusion, parmi les procédés phonétiques mis en œuvre dans la langue orale soutenue ou appliquée, celui consistant à ne pas trop omettre d'e caducs est fondamental. Même lu avec une intonation et un rythme qui s'y prêtent, l'hémistiche de Jean Racine, dans Phèdre, « Mon mal vient de plus loin » ne sonne pas bien si on le dit /mɔ̃ mal vjɛ̃ dply lwɛ̃/ ; on pourrait faire la même remarque pour la phrase « Je me souviens de ses premières années » qu'on dirait, dans un registre courant, /ʒmə suvjɛ̃ dse pʁəmjɛʁ zane/, mais /ʒə mə suvjɛ̃ də se pʁəmjɛʁ zane/ dans une diction soignée.